# Лавинозащитная галерея

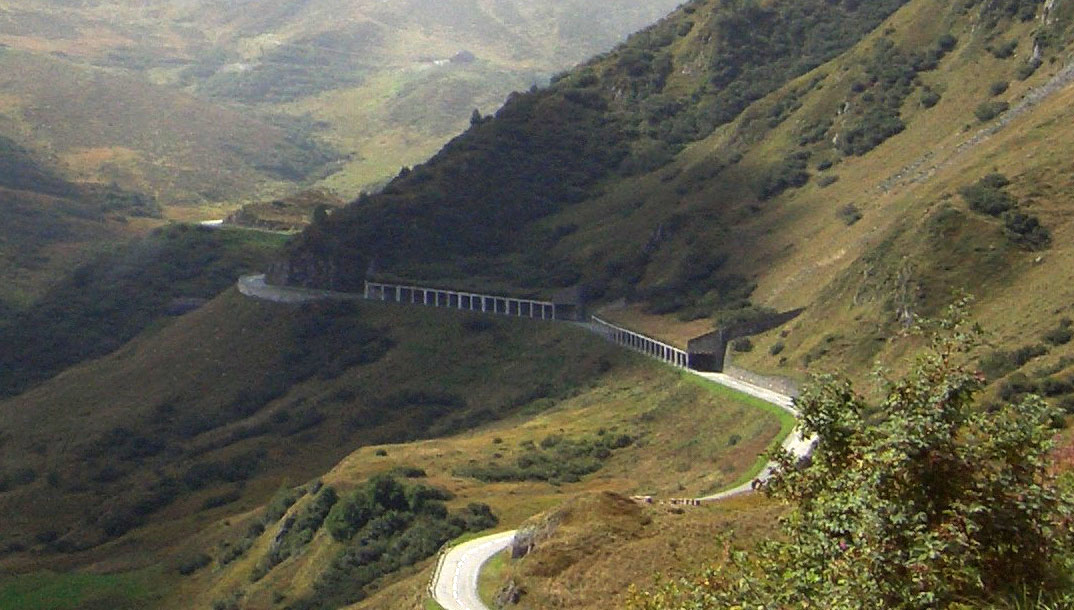
Лавинозащитная галерея в Альпах

Лавинозащи́тная галере́я (иногда просто галере́я) — сооружение на горном участке трассы железной или автомобильной дороги, служащее для защиты его от схода снежных лавин и каменных обвалов.

## Типы

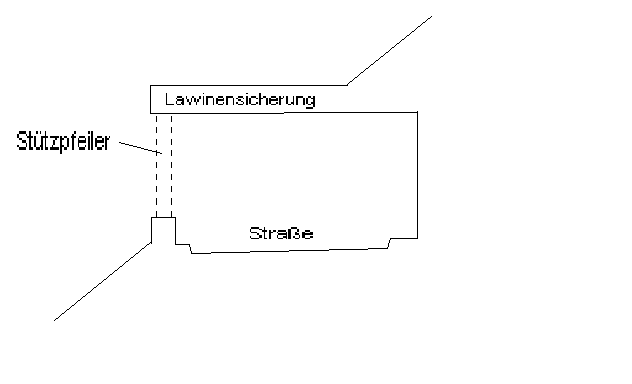

Различают галереи арочного, балочного, консольного и рамного типов. Выбор типов галерей зависит от морфологии лавиноопасного участка, грунтовых условий и технико-экономического обоснования.

### Балочный
Галереи балочного типа рекомендуются для строительства в полувыемках на косогорных участках дорог, колонны с низовой стороны можно опереть на прочный грунт, а с верховой стороны нет опасности сползания грунта. Перекрытие галереи должно служить продолжением склона или образовывать с ним небольшой угол. Стена галереи с верховой стороны служит подпорной стеной, и её конструкция должна обеспечивать устойчивость против опрокидывания и сдвига.

### Рамный
Применение галерей рамного типа позволяет сократить объём стен и уменьшить размеры элементов конструкции. Такие галереи рекомендуется строить в сейсмических районах и на участках дорог, пересекающих косогоры, если грунт засыпки имеет небольшой угол внутреннего трения, а на галерею передается значительная сила трения лавины о засыпку в пределах призмы активного давления грунта.

### Консольный
Галереи консольного типа строят на косогорных участках дорог при слабом грунтовом основании с низовой стороны. Галереи такой конструкции должны не только хорошо сопротивляться изгибающим усилиям, но и обеспечивать прочность консоли. Фундамент подпорной стены должен опираться на прочный грунт.